# بلو ديمون الابن
بلو ديمون الابن (بالإسبانية: Blue Demon, Jr.)‏ (ولد في 19 يوليو 1966) هو لوتشادور مكسيكي ومصارع محترف. هو ابن اسطورة المصارعة المكسيكية بلو ديمون بالتبني، وأول مصارع مكسيكي وثاني مصارع مقنع يفوز بطولة الوزن الثقيل العالمية إن دبليو إيه مما جعله بطلًا للعالم مرة واحدة. إن اسمه الحقيقي ليس معروفًا للعامة، كما هو الحال في كثير من الأحيان مع عدة مصارعين مقنعين في المكسيك حيث تُبقى حياتهم الخاصة سرًا من معجبي المصارعة.

## مهنة المصارعة المحترفة

### لوتشا ليبري إيه إيه إيه وورلد وايد (1996-2001؛ 2013–الوقت الحاضر)
في لوتشا ليبري تربل إيه ورلد وايد (إيه إيه إيه) شكل بلو ديمون الابن فريق لوس جونيورس مع لا باركا الابن ومسكارا ساقرادا الابن وبيررو أقاويو الابن. وفي 18 أبريل 1999 في سابوبان بخاليسكو فاز فريقهم بطولة أتوميكوس المكسيكية الوطنية بفوزه على فريق لوس باتوس لوكوس المكون من تشارلي مانسون وماي فلاويرس ونايغما وبيكودو. في 17 سبتمبر 1999 في مدينة مكسيكو خسر فريقهم البطولة أمام لوس فايبرس المكون من هيستيريا ومانيكو موسكو دي لا ميرسيد الثاني وساكوسيس الثاني.
عاد بلو ديمون الابن إلى إيه إيه إيه في 3 مارس 2013 حينما تحدى إل تيكسانو الابن في مباراة لبطولة ميغا إيه إيه إيه. جرت المباراة في 17 مارس في حدث راي دي ريس وشهدت احتفاظ تيكسانو بلقبه. بعد المباراة، تحدى ديمون الابن تيكسانو لمباراة الرهان من نوع قناع مقابل شعر. في 15 أبريل أعلن بلو ديمو الابن أنه وقع ليصبح عضوًا في قائمة إيه إيه إيه. في 16 يونيو في حدث تريبلمانيا 21، فاز بلو ديمون الابن على إل مسياس في مباراة على بطولة أمريكا اللاتينية إيه إيه إيه الشاغرة. تم تجريده من اللقب في 16 مارس 2014 بعد أن كان غير قادر على حضور مباراة الدفاع عن اللقب المقرر ضد تشيسيمان في راي دي ريس.

### التحالف الوطني للمصارعة (2008–2010)

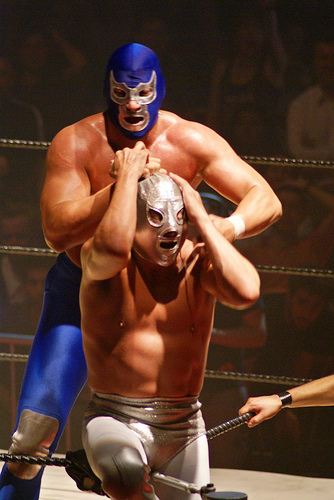
بلو ديمون الابن (في الخلف، بالزي الأزرق) مقابل إل إيخو ديل سانتو

في 25 أكتوبر 2008 أصبح بلو ديمون الابن أول مصارع مكسيكي محترف وكذلك أول مصارع مقنع يفوز بطولة الوزن الثقيل العالمية إن دبليو إيه عندما هزم البطل آدم بيرس. كان فوزه أيضًا المرة الأولى التي تم فيها انتقال اللقب لبطل آخر في المكسيك مع أن هذا لم يحدث مع منظمة سي إم إل إل كما كان الحال قبل منتصف الثمانينات (حدث ذلك في منظمة بلو ديمون الابن المعروفة باسم إن دبليو إيه المكسيك). احتج بيرس على الخسارة بأن ذراعه كانت تحت الحبل السفلي عندما نفذ ديمون حركة سلطعون بوسطن بساق واحدة. احتفظ ديمون الابن بالبطولة لمدة 505 يومًا قبل أن يخسرها إلى بيرس في مباراة تهديد ثلاثية شارك فيها فيل شاتير في 14 مارس 2010 في أمسية البداية الجديدة إن دبليو إيه.

### برو ريسلينغ ريفولوشن (2010–2013)
فاز بلو ديمون الابن ببطولة الوزن الثقيل العالمية بي دبليو آر حينما انتصر على أوليفر جون في أمسية إن دبليو إيه المكسيك في معرض لوتشا ليبري في مدينة مكسيكو في 23 يوليو 2010. وفي 11 مايو 2013 كوّن بلو ديمون الابن فريقًا ثنائيًا مع عدوه إل إيخو ديل سانتو حيث فازا ببطولة الفرق الثنائية بي دبليو آر بعدما هزما براين كيج وديريك ساندرز. في 6 سبتمبر 2012 خسر بلو ديمون الابن بطولة الوزن الثقيل العالمية بي دبليو آر أمام كارلي كولون في مباراة شارك فيها لا باركا الثاني. في 13 نوفمبر 2013 حل بلو ديمون الابن منظمة إن دبليو إيه المكسيك وانضم رسميًا لبي دبليو آر.

### لوتشا أندرغراوند (2014–2015)
في أغسطس 2014 تم إعلان بلو ديمون الابن كواحد من خمسة مصارعين من منظمة إيه إيه إيه سيلعبون دور البطولة في المسلسل التلفزيوني الجديد لشبكة إل راي لوتشا أندرغراوند. تصارع بلو ديمون الابن في أول مباراة من الحلقة الأولى للمسلسل في 29 أكتوبر، حيث هزم تشافو غيريرو الابن.
في محور قصة منظمة لوتشا أندرغراوند، تم نقل بلو ديمون الابن إلى المستشفى بسبب الهجمات الشريرة التي شنها كل من ميل مويرتس وتشافو غيريرو الابن عقب خسارة ديمون أمام مويرتس في 5 نوفمبر. وعند عودته، هاجم تشافو ثم قابله وجهًا لوجه ومنع هجومًا آخر حيث انتصر. في 8 يوليو 2015، تحول بلو ديمون الابن إلى مكروه حين هاجم تيكسانو الابن.

## في الأفلام والتلفزيون
في عام 2007، ظهر بلو في فيلم ميل ماسكاراس مقابل مومياء أزتيك (المعروف أيضًا باسم قيامة ميل ماسكاراس). كما ظهر في حلقة مسلسل ¡موتشا لوتشا! كمصارع بطل خارق. شارك بلو في عرض الرقص المكسيكي ميرا كين بايلا في عام 2011. لديه ظهور لفترة قصيرة في فيلم ميل غيبسون لعام 2012 قتل غرينغو. كما شارك في كما يقول المثل في عام 2011.

## الحياة الشخصية
يتدرب ابنه لمهنة في المصارعة المحترفة.

## البطولات والإنجازات
- كالوفلاوير آلاي كلوب

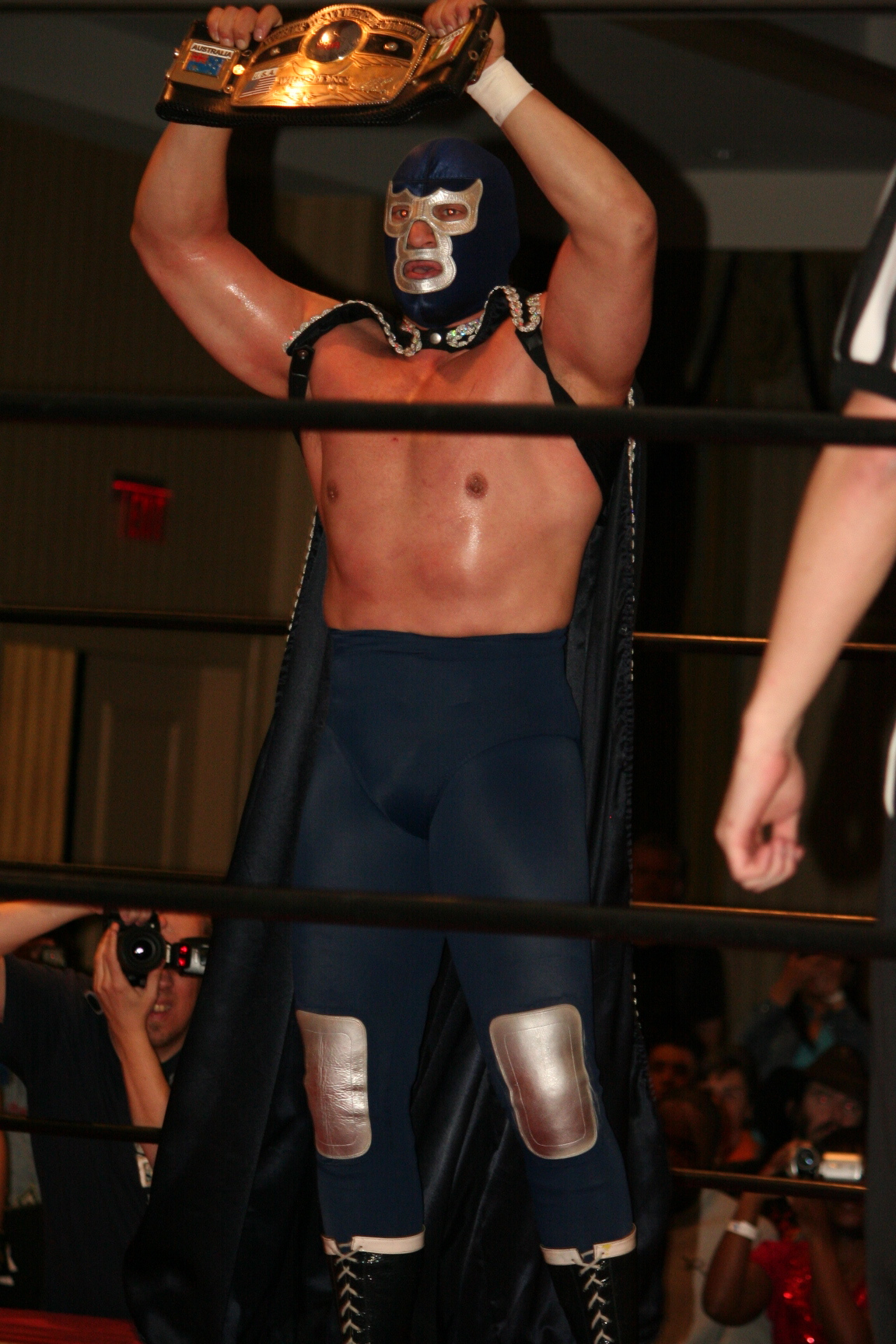
بلو ديمون الابن مع حزام بطولة الوزن الثقيل العالمية إن دبليو إيه

  - جائزة مصارعة لوتشا ليبري سي إيه سي (2018)[17]
- إنترناشونال ريسلينغ أول ستارس
  - بطولة الوزن الثقيل العالمية آي دبليو إيه إس (مرة واحدة)[18]
- لوتشا ليبري تربل إيه ورلد وايد
  - بطولة أمريكا اللاتينية إيه إيه إيه (مرة واحدة) [6]
  - بطولة أتوميكوس المكسيكية الوطنية (مرة واحدة ) - مع مع لا باركا الابن ومسكارا ساقرادا الابن وبيررو أقاويو الابن[1]
  - بطولة الوزن الخفيف المكسيكية الوطنية (مرة واحدة)[1]
  - كأس إيخو ديل بيررو أقاويو (2019)[19]
- إن دبليو إيه ساوثويست / وورلد أوف ريسلينغ
  - بطولة الوزن الثقيل دبليو أو دبليو (مرة واحدة) [20]
- التحالف الوطني للمصارعة
  - بطولة الوزن الثقيل العالمية إن دبليو إيه (مرة واحدة)[21]
- برو ريسلينغ ريفولوشن
  - بطولة الوزن الثقيل بي دبليو آر (مرتين)[22]
  - بطولة الفرق الثنائية بي دبليو آر (مرة واحدة) - مع إل إيخو ديل سانتو[23]
- برو ريسلينغ إيلوستارتيد
  - صنفته بي دبليو آي في المرتبة رقم 22 من أفضل 500 مصارع فردي في بي دبليو آي 500 في عام 2009[24]
- يونيفيرسال ريسلينغ أسوسياشين
  - بطولة الوزن الثقيل الصغير يو دبليو إيه (مرة واحدة)[1]
- وورلد ريسلينغ أسوسياشين
  - بطولة الوزن الثقيل الصغير دبليو دبليو إيه (مرة واحدة)[25]
  - بطولة الوزن المتوسط دبليو دبليو إيه (مرة واحدة)[1]
  - بطولة الوزن المتوسط العالمية دبليو دبليو إيه (مرة واحدة)[26]

## سجلمباريات الرهان
| الفائز (الرهان)           | الخاسر (الرهان)          | الموقع                     | الأمسية   | تاريخ          | ملاحظات |
| ------------------------- | ------------------------ | -------------------------- | --------- | -------------- | ------- |
| بلو ديمون الابن (قناع)    | إنباسور غالاكتيكو (قناع) | غير معروف                  | حدث مباشر | غير معروف      | [ 27 ]  |
| بلو ديمون الابن (قناع)    | فيندافال (قناع)          | غير معروف                  | حدث مباشر | غير معروف      | [ 27 ]  |
| بلو ديمون الابن (قناع)    | لا مانشا (قناع)          | غير معروف                  | حدث مباشر | غير معروف      |         |
| بلو ديمون الابن (قناع)    | نورث بانثر (قناع)        | غير معروف                  | حدث مباشر | غير معروف      |         |
| بلو ديمون الابن (قناع)    | غليكس غونزاليس (شعر)     | غير معروف                  | حدث مباشر | غير معروف      |         |
| بلو ديمون الابن (قناع)    | بلاك بانثر (قناع)        | غير معروف                  | حدث مباشر | غير معروف      |         |
| الأزرق شيطان الابن (قناع) | بلاك كيلير (قناع)        | غير معروف                  | حدث مباشر | غير معروف      |         |
| بلو ديمون الابن (قناع)    | لا موسكا (قناع)          | غير معروف                  | حدث مباشر | غير معروف      |         |
| بلو ديمون الابن (قناع)    | سكارليت (قناع)           | غير معروف                  | حدث مباشر | غير معروف      | [ 27 ]  |
| بلو ديمون الابن (قناع)    | دي ديبريدادور (قناع)     | تيخوانا في باجا كاليفورنيا | حدث مباشر | غير معروف      | [ 27 ]  |
| بلو ديمون الابن (قناع)    | سيندرومي (قناع)          | غير معروف                  | حدث مباشر | غير معروف      |         |
| بلو ديمون الابن (قناع)    | ماكينا سالفاجي (قناع)    | غير معروف                  | حدث مباشر | 1989           |         |
| بلو ديمون الابن (قناع)    | إم إس-الابن (قناع)       | مدينة مكسيكو               | حدث مباشر | 24 نوفمبر 1994 | [ 27 ]  |
| بلو ديمون الابن (قناع)    | غران الشيخ (قناع)        | مدينة مكسيكو               | حدث مباشر | 1995           |         |
| بلو ديمون الابن (قناع)    | جوروبادو (قناع)          | زيكو في فيراكروز           | حدث مباشر | 1 يناير 1999   | [ 27 ]  |
| بلو ديمون الابن (قناع)    | بلاك ديمون (قناع)        | تيخوانا في باجا كاليفورنيا | حدث مباشر | 1 أكتوبر 1999  | [ 27 ]  |
| بلو ديمون الابن (قناع)    | بلاك فوهرر (قناع)        | غوادالاخارا في جاليسكو     | حدث مباشر | 2002           |         |
| بلو ديمون الابن (قناع)    | إسبكترو جونيور (قناع)    | تيخوانا في باجا كاليفورنيا | حدث مباشر | 7 أكتوبر 2007  |         |

## روابط خارجية
- بلو ديمون الابن على موقع WrestlingData.com (الإنجليزية)
- بلو ديمون الابن على موقع CageMatch worker (الإنجليزية)

- الموقع الرسمي
- موقع فيلم ميل ماسكاراس مقابل مومياء أزتيك الرسمي
- استعراض PopMatters لفيلم ميل ماسكاراس مقابل مومياء أزتيك